# Neorosacea bigelowi
Neorosacea bigelowi är en nässeldjursart som först beskrevs av Lynn Margulis 1994.  Neorosacea bigelowi ingår i släktet Neorosacea och familjen Prayidae. Inga underarter finns listade i Catalogue of Life.